# Museo diocesano (Castelvecchio Subequo)
Il museo diocesano di Castelvecchio Subequo, o Museo d'Arte Sacra, è ospitato nei due locali della sagrestia della chiesa di San Francesco e raccoglie oreficerie e sculture provenienti dall'annessa chiesa parrocchiale.
Una visita non può che partire dalla stessa parrocchiale, fondata nel 1200 ma rifatta intorno al 1600-1700, che conserva al suo interno un tabernacolo ligneo di un ignoto frate cappuccino, una delle più rilevanti espressioni dell'arte del legno in Abruzzo durante il XVIII secolo.

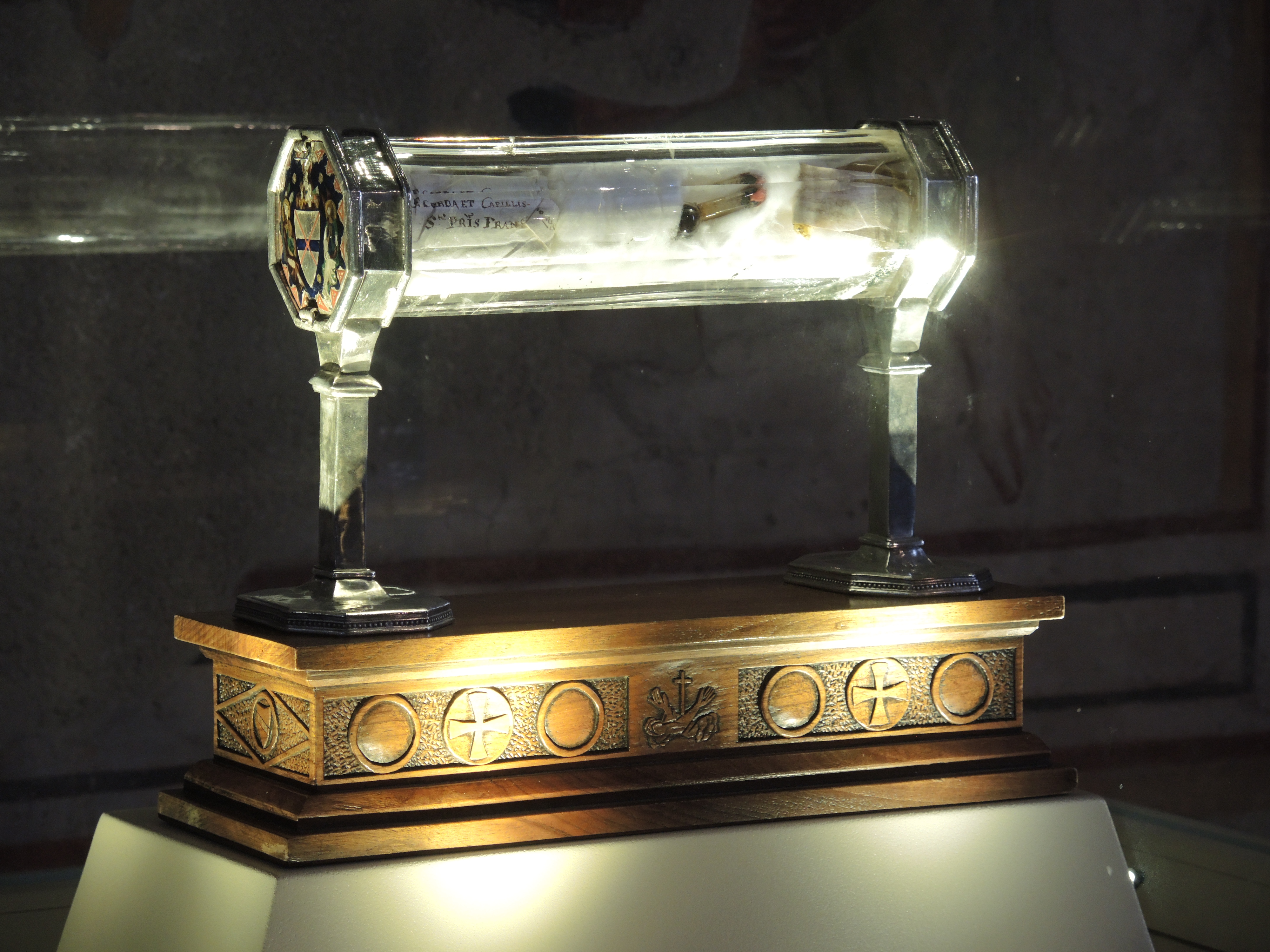
Reliquiario col sangue di San Francesco

Nella chiesa si trova anche l'unica testimonianza dell'antico splendore medievale della chiesa: una cappellina interamente affrescata con storie di San Francesco, di scuola giottesca del XIV secolo.
Infine si può entrare in sagrestia. Nella sala 1, in una vetrina sono esposte oreficerie dal Medioevo al '700, tra le quali la "Pasquarella", scultura d'oro e d'argento opera di argentieri sulmonesi del 1400, che raffigura la Madonna col bimbo in trono tra due Angeli. Nella sala 2, sculture dal 1400 al 1700; tra questi, un piccolo ciborio del XVII secolo e due statue del 1400. Si ricorda anche il reliquiario col sangue di San Francesco d'Assisi, opera d'oreficeria del XIV secolo.